# 尾上梅幸 (6代目)
六代目 尾上梅幸（ろくだいめ おのえ ばいこう、明治3年（1870年）10月15日（新暦11月8日）～昭和9年（1934年）11月8日）は、歌舞伎役者。屋号は音羽屋、定紋は重ね扇に抱き柏、替紋は四ツ輪。本名は、寺島 栄之助（てらじま えいのすけ）。
明治末期から昭和初期にかけての名女方で、十五代目市村羽左衛門の相方としても数々の絶妙な芸を残した。

## 来歴・人物
明治3年（1870年）10月15日（新暦11月8日）、尾張国名古屋の伏見町二丁目に生まれた。父は、三代目尾上菊五郎の孫・尾上朝次郎。母は、名古屋の芸者屋「信濃屋」の貞（本名、関戸貞子。通称、信貞（しなてい））である。
『文化財叢書第五十四号　名古屋芸能史（後編）』（名古屋市教育委員会）では、五代目尾上菊五郎と貞の子と推定しているが、憶測の域を出ない。
明治7年（1875年）初代西川鯉三郎に踊りを習い始め、明治10年（1877年）西川栄之助を名乗って名古屋で初舞台。
明治15年（1882年）五代目尾上菊五郎の養子となって上京し、女方の修行につとめた。
明治18年（1885年）1月、日本橋久松町の千歳座の初開場に、尾上栄之助を名乗って東京で初舞台。
明治24年（1891年）5月新富座で名題昇進し、五代目尾上栄三郎を襲名した。
明治36年（1903年）に五代目尾上菊五郎が他界すると、五代目尾上栄三郎は、六代目尾上梅幸を襲名した。同時に、五代目尾上菊五郎の実子の二代目尾上丑之助が六代目尾上菊五郎を襲名した。以後、六代目尾上梅幸は、同時代の女方を代表する役者として、五代目中村歌右衛門らとともに重きをなした。
明治44年（1911年）に帝国劇場が開場すると、六代目尾上梅幸は、女方としては異例の座頭格として迎えられた。これ以降、帝国劇場が松竹に買収された昭和4年（1929年）12月までの18年間に渡り梅幸は帝国劇場の座頭として活躍した。

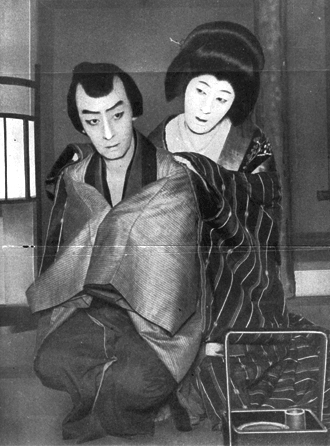
市村羽左衛門(15代目)の直次郎（左）と六代目尾上梅幸の三千歳、『雪暮夜入谷畦道』（三千歳と直侍）より

私生活で大酒を好んだ事が原因で昭和3年（1928年）1月帝国劇場での『茨木』上演直後に脳卒中を発症し、同年6月に帝国劇場『本朝廿四孝』八重垣姫で全快披露した。その後は昭和6年（1931）に顔面神経症を発するなど、時折後遺症の生じることがあった。
昭和9年（1934年）11月4日、歌舞伎座で『ひらかな盛衰記』の「源太勘当の場」の母延寿を勤めている最中に、再度脳卒中で倒れた。倒れてから楽屋に運ばれる途中で朦朧とした意識のうちにも裾の乱れを気にしていたことが逸話として伝わっている。意識は残るも回復することなく11月8日に死去。64歳歿。
上述の病気もあり亡くなる3ヶ月前に昭和10年（1935年）3月、歌舞伎座の「五代目尾上菊五郎三十三回忌追善興行」で「尾上梅壽」を襲名して引退することを発表していたが、叶わなかった。
死後は雑司ヶ谷霊園に葬られた。
生前幾度となく相方をつとめた十五代目市村羽左衛門が1945年（昭和20年）に死去すると、彼も梅幸の隣に葬られた。
長男に七代目尾上榮三郎、次男に尾上泰次郎、孫に八代目尾上榮三郎がいるが、いずれも早世している。

## 芸風
特に丸本物と、世話物の女房・芸者・遊女等の役々、音羽屋ゆかりの怪談物・変化物、舞踊劇を得意とした。主な当り役は、以下のとおりである（括弧内は、初役の年月と劇場である）。
【時代物】
- 『義経千本桜』静御前（「川連館」明治22年4月本所寿座、「道行」明治29年1月明治座、「鳥居前」明治41年5月歌舞伎座）
- 『摂州合邦辻』玉手御前（明治30年1月横浜羽衣座　東京での初役は大正8年6月帝国劇場で、歌舞伎座（歌右衛門）との競演が話題となった。）
- 『祇園祭礼信仰記』雪姫（明治30年6月明治座）
- 『仮名手本忠臣蔵』顔世御前（明治37年11月歌舞伎座）
- 『仮名手本忠臣蔵』お軽（明治37年11月歌舞伎座、「道行」明治42年10月東京座）
- 『一谷嫩軍記』「熊谷陣屋」相模（明治38年12月市村座）
- 『伽羅先代萩』乳人政岡（明治39年1月歌舞伎座）
- 『本朝廿四孝』腰元濡衣（明治40年6月歌舞伎座）
- 『伽羅先代萩』八汐（明治41年4月歌舞伎座）
- 『仮名手本忠臣蔵』戸無瀬（大正元年10月帝国劇場）
- 『鏡山旧錦絵』局岩藤（大正3年4月帝国劇場）
- 『彦山権現誓助剣』「毛谷村」吉岡娘お園（大正5年1月帝国劇場）
- 『花上野誉碑』「志渡寺」乳母お辻（大正7年11月帝国劇場）

【世話物】
- 『碁太平記白石噺』宮城野（明治24年8月仙台　東京での初役は明治33年11月歌舞伎座）
- 『伊勢音頭恋寝刃』油屋抱お紺（明治24年8月仙台　東京での初役は明治29年6月明治座）
- 『与話情浮名横櫛』「切られ与三」横櫛お富（明治25年9月歌舞伎座）
- 『江戸育御祭佐七』「お祭佐七」芸者小糸（明治31年5月歌舞伎座（初演））
- 『雪暮夜入谷畦道』「三千歳直侍」大口抱三千歳（明治34年2月横濱羽衣座　東京での初役は明治38年11月歌舞伎座）
- 『柳巷模様薊色縫』「十六夜清心」扇屋十六夜後に清吉女房おさよ（明治36年2月宮戸座）
- 『廓文章』扇屋夕霧（明治36年11月歌舞伎座）
- 『伊達競阿国戯場』（『薰樹累物語』）女房累（女房かさね）（明治37年6月歌舞伎座）
- 『河庄』（『心中天網島』）小春（明治39年10月歌舞伎座）
- 『時雨の炬燵』（『小夜時雨天網島』『天網島時雨炬燵』）女房おさん（明治44年11月帝国劇場）
- 『桂川連理柵』「帯屋」女房お絹（大正2年3月帝国劇場）
- 『艶姿女舞衣』「酒屋」半七女房おその（大正4年4月帝国劇場）

〔怪談物〕
- 『怪異談牡丹燈籠』娘お露・お露亡霊（明治25年7月歌舞伎座（初演））
- 『東海道四谷怪談』（『形見草四谷怪談』）女房お岩（明治42年10月東京座）
- 『真景累ヶ淵』富本豊志賀（大正11年5月市村座（初演））

【舞踊劇】
- 『六歌仙容彩』小野小町（明治22年12月桐座（元の新富座））
- 『積恋雪関扉』墨染桜の精（明治37年6月歌舞伎座）
- 『色彩間苅豆』女房かさね実は奥女中かさね（大正9年12月歌舞伎座）
- 新古演劇十種の内『戻橋』扇折小百合実は愛宕の悪鬼（明治37年10月歌舞伎座）
- 新古演劇十種の内『土蜘』叡山の僧智籌実は蜘蛛の精（明治38年5月歌舞伎座）
- 新古演劇十種の内『茨木』伯母真柴実は茨木童子（明治45年3月帝国劇場）
- 新歌舞伎十八番の内『船弁慶』静御前・平知盛の霊（大正5年9月帝国劇場）
- 坪内逍遥作『お夏狂乱』お夏（大正3年9月帝国劇場（初演））
- 右田寅彦作『文ひろげ』狂女千代（大正4年10月帝国劇場（初演））

【新作物】
- 村井弦斎原作　福地源一郎脚色『桜御所』小桜姫（明治37年4月歌舞伎座（初演））
- 岡本綺堂作『平家蟹』（明治45年2月浪花座（初演）　東京での初役は大正元年10月帝国劇場）
- 右田寅彦作『堀部妙海尼』堀部安兵衛妻お幸・浄妙庵妙海尼（大正元年11月帝国劇場（初演））
- 坪内逍遥作『桐一葉』乳母おとら（大正6年4月帝国劇場）
- 為永春水原作　木村錦花脚色『梅ごよみ』芸者仇吉（昭和2年7月歌舞伎座（初演））
- 岡本綺堂作『おさだの仇討』寅蔵女房おさだ（昭和3年1月帝国劇場（初演））

明治25年（1892年）7月歌舞伎座『怪異談牡丹燈籠』でお露を勤めた尾上栄三郎（後の梅幸）を見た作家の岡本綺堂は、その後同じ芝居を見ても「彼以上のお露を再び見ないのである」と評している。
十五代目市村羽左衛門との共演が人気を呼んだために、「夫婦役者」「橘屋の女房役者」と謳われた。
芸に対する姿勢は真摯そのものであった。大阪で初代中村鴈治郎と「土蜘蛛」を演じた際のことである。舞台上で鴈治郎の衣装がほつれ当惑しているのを見た梅幸は後見役に目くばせし、瞬時に直させた。感心した鴈治郎は弟子に「後見に出たら糸、鋏、針を持って出るねんで。」と梅幸の教えを伝えて彼の恩に報いた。

## 著作・芸談
- 「名家真相録」其九「尾上梅幸」（『演芸画報』所載）明治41年（1908年）
- 『舞台のおもかげ　尾上梅幸』尾上梅幸閲　安部豊編　好文社発行　誠文堂発売　大正9年（1920年）
- 『自ら語る　現代名優身の上話』久佐太郎編　博文堂出版部　昭和3年（1928年）
- 『梅の下風』編輯者井口政治　法木書店　昭和5年（1930年）
- 『新修　梅の下風（六世尾上梅幸藝談逸話集）』編輯者井口政治　法木書店　昭和9年（1934年）
- 「扇舍閑談」（『名優藝談』所収）川尻清潭編　中央公論社　昭和11年（1936年）
- 『女形の事』主婦之友社　昭和19年（1944年）中央公論新社（中公文庫）平成26年（2014年）
- 『六代目尾上梅幸藝談集　梅の下風』述者故尾上梅幸　筆録者故井口政治　演劇出版社　昭和28年（1953年）・昭和33年（1958年）
- 『女形の芸談』（「梅の下風」と「女形の事」を1冊に収めたもの）演劇出版社　昭和63年（1988年）・新装版平成10年（1998年）